# Herculeskever
De Herculeskever (Dynastes hercules) is een keversoort uit de familie van de bladsprietkevers (Scarabaeidae), en een van de grootste keversoorten. Hij wordt soms wel 20 centimeter groot. Twee kevers uit de familie van de boktorren (Cerambycidae) zijn groter: Macrodontia cervicornis en Titanus giganteus. De wetenschappelijke naam van de soort werd in 1758 als Scarabaeus hercules gepubliceerd door Carl Linnaeus.

## Habitat
De Herculeskever komt voor in de regenwouden van Colombia, Venezuela, Peru, Ecuador, Bolivia, Costa Rica en Brazilië.

## Beschrijving
Evenals bij andere grote kevers uit de familie bladsprietkevers hebben de mannelijke Herculeskevers een hoorn. De kever is seksueel dimorf: de vrouwtjes zijn groter dan de mannetjes, maar niet zo lang, omdat ze geen hoorn hebben. De kever kan van kleur veranderen. De groene dekschilden worden zwart als de omgeving vochtiger wordt. Het is nog niet duidelijk wat de functie daarvan is. Sommige onderzoekers menen dat het zwart worden van het schild meer veiligheid biedt als het donker wordt, wat samenhangt met het vochtiger worden van de lucht. Anderen denken dat het te maken heeft met de absorptie van warmte.